# Rhabdotis dargei
Rhabdotis dargei är en skalbaggsart som beskrevs av Franz Antoine 2006. Rhabdotis dargei ingår i släktet Rhabdotis och familjen Cetoniidae. Inga underarter finns listade i Catalogue of Life.